# Danny Boy
Danny Boy è una ballata popolare che fa parte del folclore dell'Irlanda, il cui testo è stato scritto nel 1910 da Frederick Weatherly, un avvocato inglese che  non visitò mai l'Irlanda.
Le parole del brano sono state musicate sulle note di un altro motivo popolare irlandese, Londonderry Air (o Derry Air, secondo la dizione adottata da coloro che non riconoscono la legittimità del nome Londonderry), un anthem dell'Irlanda del Nord.

## Storia
Pubblicato nel 1913 presso Boosey&Co ed eseguito per la prima volta dal soprano Elsie Griffin, il brano venne inciso su disco nel 1915 da Ernestine Schumann-Heink. Una nuova versione del testo venne depositata nel 1918 e lo stesso Weatherly, dieci anni dopo, nel 1928, ne approntò un'ulteriore modifica molto parziale, particolarmente riguardo al secondo verso, a ricordo dell'attrice di teatro shakespeariano Ellen Terry, morta in quello stesso anno.
La canzone appartiene anche alla cultura statunitense poiché la sua partitura originale è stata rivendicata dalle comunità di origine irlandese del Canada e degli Stati Uniti.
È divenuto uno standard internazionale interpretato da diversi cantanti, nella classica versione dei tenori John McCormack e Mario Lanza o in quella rock del gruppo musicale dei Queen. Viene eseguito come inno nazionale dell'Irlanda del Nord ai Giochi del Commonwealth. Nell'adattamento per organo viene talvolta suonato in occasione di funerali. È incluso nei motivi di sottofondo del videogioco BioShock.
Danny Boy è anche il nome d'arte di Daniel O'Connor, cantante del gruppo irlandese degli House of Pain e del cantante afro-americano DB/Danny Boy Steward.

## Testo
Il testo originario è basato su un messaggio di saluto che una madre indirizza al proprio figlio, ma lo stesso autore scrisse qualche anno dopo la pubblicazione, nel 1918, una modifica testuale che prevedeva come la canzone potesse essere eseguita anche da un interprete maschile. E in effetti, nel tempo, la canzone è stata prevalentemente eseguita da voci maschili piuttosto che da interpreti femminili.
Il significato testuale del brano, secondo certa tradizione, può essere individuato anche in un commiato di una madre al proprio figlio (o di un nonno al nipote) nell'imminenza della partenza per la guerra o per i moti di emigrazione dovuti alla diaspora che avrebbe poi portato alla guerra civile irlandese.

## Registrazioni
Numerose sono le registrazioni discografiche del brano. Questi gli interpreti principali:
- Black 47, album Home of the Brave, versione modificata che utilizza uno soltanto dei versi originali
- Joan Baez, nel medley che include il brano di Stephen Foster I Dream of Jeannie (album Diamonds & Rust, 1975)
- The Seekers, primo album nel Regno Unito (1964) The Seekers (o Roving with The Seekers)
- Harry Belafonte
- Brobdingnagian Bards, album Songs of Ireland (2002, Mage Records)
- Tony Bennett, 1987, CD Columbia Jazz (con Stan Getz al sax tenore, Herbie Hancock al pianoforte, Ron Carter al basso ed Elvin Jones alla batteria)
- Duo jazz Stian Carstensen (accordion) e Iain Ballamy (sax tenore), album The Little Radio
- Johnny Cash, in American IV: The Man Comes Around (una precedente versione risale al 1965 ed è inserita nell'album rimasterizzato nel 2002 Orange Blossom Special)
- Eva Cassidy, album Imagine (2002)
- Celtic Woman, album New Journey (2005, EMI-Manhattan Records)
- Cher, album Jackson Highway (1969)
- Charlotte Church, cantante gallese, album Voice of an Angel (1999, Sony)
- The Choirboys, album The Choirboys (2005, Universal)
- Eric Clapton, versione strumentale
- Judy Collins, concerto Live at Wolf Trap (DVD/CD, 2000)
- Harry Connick Jr, Come By Me (1999); precedentemente nel film Memphis Belle
- Sam Cooke, album Sam Cooke (1958, Keen Records)
- Bing Crosby, album Top O' the Morning (redistribuzione 1996, MCA)
- Dennis Day, tenore irlandese, nel programma televisivo di Jack Benny
- Bill Evans, registrazione al piano della Londonderry Air (1962, album Time Remembered e Bill Evans: The Complete Riverside Recordings)
- Hank Jones e Charlie Haden nell'album Steal Away (1994)
- Joe Feeney, tenore irlandese, registrazione nel 1964 e partecipazione al The Lawrence Welk Show
- Tommy Fleming, album Contender
- Joseph Flummerfelt, arrangiamento e direzione con il Westminster Choir all'edizione USA del Festival dei Due Mondi di Spoleto (1996, Gothic Records inc.)
- Connie Francis, album Connie Francis Sings Irish Favorites (1962, MGM)
- Declan Galbraith
- Helen Gallagher, episodio della soap opera Ryan's Hope (ABC-TV, 13 gennaio 1989)
- James Galway al flauto, con The Chieftains e la National Philharmonic Orchestra, album James Galway And The Chieftains In Ireland (RCA, 1997)
- Judy Garland ha registrato il brano numerose volte; la prima per il film Little Nellie Kelly (1940, MGM Records); successivamente per l'album Miss Showbusiness (1955, Capitol Records); in concerto a Dublino, Teatro Reale, e a New York, Palace Theatre. La sua ultima registrazione di questa canzone fu effettuata a Londra nel 1962 per l'album della Capitol The London Sessions
- Shane MacGowan and the Popes, album The Rare Oul' Stuff (2002)
- Percy Grainger, arrangiamento orchestrale
- Great Big Sea, concerto Courage & Patience & Grit (DVD, 2006)
- Ted Greene, album "Solo Guitar"
- House of Pain, album Homonym. "Danny Boy" è anche lo pseudonimo di un membro del gruppo
- Irish Tenors, gruppo che comprende Ronan Tynan, John McDermott e Anthony Kearns, registrazione in Irish Tenors CD, Music Matters (1999)
- Keith Jarrett, traccia extra DVD Tokyo Solo
- Daniel Johns dei Silverchair e Bernard Fanning dei Powderfinger, duetto (2007)
- Tom Jones, febbraio 1969, poi in Las Vegas to London, the Best of Tom Jones Live CD (Spectrum, 1999)
- Brian Kennedy, album Live in Belfast (Curb Records, 2004)
- Seamus Kennedy, in "By Popular Demand, Vol 1" (Gransha, 1993)
- The King's Singers, versione a cappella per l'album Watching the White Wheat (1985)
- Diana Krall con The Chieftains, album Tears of Stone (RCA,1999)
- Damien Leith, vincitore del premio Australian Idol 2006, versione acustica nell'album di esordio Where We Land (Sony BMG, 2007)
- Josef Locke, diverse registrazioni del brano
- Natalie MacMaster, violinista di Cape Breton, album Yours Truly (2006) con alla voce Michael McDonald
- John McDermott, esecuzioni dal vivo
- Glenn Miller versione strumentale della Londonderry Air (1940)
- Mireille Mathieu, versione in lingua francese intitolata L'enfant de l'Irlande, in Amoureusement votre (3 CD box set EMI/Virgin Records, 2002)
- Megan Mullally, album Big as a Berry
- Ruby Murray, album When Irish Eyes Are Smiling (redistribuito nel 1997)
- My Friend The Chocolate Cake, album My Friend The Chocolate Cake (1991, 1995)
- Willie Nelson, album One From the Road (1979)
- Sinéad O'Connor, incisione con aggiunta di una terza strofa inedita
- Daniel O'Donnell, album Greatest Hits, DPTV Media
- Off Kilter, dal vivo all'Epcot Center / Walt Disney World
- Mary O'Hara, cantante ed arpista irlandese, album Song for Ireland (Shanachie label, 1993)
- Maureen O'Hara, attrice irlandese, album Maureen O'Hara Sings her Favourite Irish Songs (Columbia Records, 1962)
- G4 nel CD Act 3 (2006, White Rabbit)
- Roy Orbison nell'album del 1972 Memphis
- Conway Twitty ne ha registrato una versione rockabilly (45 giri, 1959) - prima posizione in Italia nel 1960
- Stefano Bellotti, in arte Cisco, ha inserito la prima quartina del brano nella canzone Funerale per sigaro e banda tratta dall'album Il mulo.
- The Pogues: versione per la colonna sonora del film del 1987 Straight to Hell, con Cait O'Riordan. Il frontman dei Pogues Shane Macgowan ha inciso il brano anche con la sua solo Band The Popes per l'E.P. Christmas Party E.P..
- Peppino Di Capri 45 giri (1959)
- Natale Massara 45 giri (1964)
- Stéphane Grappelli, I Hear Music (BMG/RCA, 1987)
- Jacob Collier, esecuzione dal vivo (Maida Vale session, BBC,)
- Carly Simon nel CD My Romance (Arista Records, 13 Marzo 1990)
- John Butler, nel live album Tin Shed Tales (2012)
- Il gruppo heavy metal Riot, per l'edizione giapponese del loro album del 1999 Inishmore.
- Elvis Presley, album Way Down in the Jungle Room.
- John Lennon, il primo verso nel concerto dei Beatles sul tetto subito dopo One After 909.
- Luba Mason e Ruben Blades - Album Mundo - 2002
- esiste anche la versione del gruppo vocale inglese "The Swingle Singers"

## Altri utilizzi
La canzone, con il suo messaggio di speranza, è stata interpretata dal due volte campione olimpico di pattinaggio Yuzuru Hanyū nel 2024 nello show Notte stellata, uno show dedicato alla memoria del Terremoto e maremoto del Tōhoku del 2011.